# Гура-Северська
Гура-Северська (пол. Góra Siewierska) — село в Польщі, у гміні Псари Бендзинського повіту Сілезького воєводства.
Населення — 900 осіб (2011).
У 1975-1998 роках село належало до Катовицького воєводства.

## Демографія
Демографічна структура станом на 31 березня 2011 року:
|          | Загалом | Допрацездатний вік | Працездатний вік | Постпрацездатний вік |
| -------- | ------- | ------------------ | ---------------- | -------------------- |
| Чоловіки | 428     | 80                 | 289              | 59                   |
| Жінки    | 472     | 85                 | 271              | 116                  |
| Разом    | 900     | 165                | 560              | 175                  |